# STS-50
STS-50 (englisch Space Transportation System) ist eine Missionsbezeichnung für das US-amerikanische Space Shuttle Columbia (OV-102) der NASA. Der Start erfolgte am 25. Juni 1992. Es war die 48. Space-Shuttle-Mission und der 12. Flug der Raumfähre Columbia.

## Mannschaft

### Hauptmannschaft
- Richard Richards (3. Raumflug), Kommandant
- Kenneth Bowersox (1. Raumflug), Pilot
- Bonnie Dunbar (3. Raumflug), Missionsspezialistin
- Ellen Baker (2. Raumflug), Missionsspezialistin
- Carl Meade (2. Raumflug), Missionsspezialist
- Lawrence DeLucas (1. Raumflug), Nutzlastspezialist, University of Alabama
- Eugene Trinh (1. Raumflug), Nutzlastspezialist, Jet Propulsion Laboratory

Als Pilot war zuerst John Casper vorgesehen. Als dieser jedoch das Kommando über STS-54 zugesprochen bekam, wurde er vom als Missionsspezialist vorgesehenen Bowersox ersetzt. Für Bowersox rückte Ellen Baker nach.

### Ersatz
- Joseph Prahl und Albert Sacco für DeLucas und Trinh.

## Missionsüberblick
Mit der Columbia wurde das United States Microgravity Laboratory zu seinem Ersteinsatz in den Orbit gebracht. Es befand sich in einem Spacelab-Modul in der Nutzlastbucht der Raumfähre. Mit Hilfe der EDO-Palette (Extended Duration Orbiter), die im hinteren Teil der Ladebucht untergebracht ist, sollte die Flugdauer auf 16 Tage ausgedehnt werden. Die EDO-Palette enthält zusätzlichen Brennstoff für das Energieversorgungssystem des Shuttle, einen Kohlendioxidabsorber und einen Stickstoffvorrat zur Ergänzung der Kabinenluft.
Insgesamt 34 Experimente beschäftigten die Astronauten in Zwölf-Stunden-Schichten. Sie betrafen die Forschungsbereiche Astronomie, Materialwissenschaft (Kristallzüchtung), Physik (Mikrobeschleunigungen an Bord des Shuttle) und Biotechnologie (Zeolitkristalle, Proteinkristalle). Physikalische Untersuchungen wurden zur Flüssigkeitsdynamik (Oberflächenspannung, Tropfenbildung) und zur Ausbreitung von Flammen in der Schwerelosigkeit durchgeführt. Erprobt wurden auch experimentelle Gewächshauskonstruktionen für zukünftige Raumstationen. Medizinische Forschungen zielten auf den längeren Aufenthalt von Menschen in der Schwerelosigkeit ab.
Ein undichter Sauerstofftank, ein Defekt am Kohlendioxidentsorgungssystem und Schwierigkeiten mit dem Brauchwasserablasssystem verkürzten die Missionsdauer um 2 Tage. Die Columbia landete wegen schlechten Wetters in Edwards auf einer Betonpiste im Kennedy Space Center in Cape Canaveral.